# Galinthias
Galinthias es un género de mantis de la familia Hymenopodidae. Tiene 3 especies:
- Galinthias amoena
- Galinthias meruensis
- Galinthias occidentalis